# 스페인의 역사
스페인의 역사는 선사시대 현생 인류가 살기 시작한 이래 고대에는 히스파니아로 불렸던 이베리아반도에 있었던 민족과 국가들이 연관되어 있다. 오늘날에도 이베리아반도에 있는 나라는 스페인과, 포르투갈, 안도라, 그리고 영국의 해외 영토인 지브롤터가 있다.
이베리아반도에 현생 인류가 살기 시작한 것은 약 32,000년 전으로 알타미라 동굴 등에 유적이 남아있다. 고대 시기에도 이베리아반도에는 이베리아족, 타르테시아족, 켈트족, 켈티베리아족, 페니키아, 고대 그리스, 고대 로마, 수에비족, 서고트족 등이 저마다 다른 문화를 이루고 살았다. 711년 우마이야 왕조에 속한 베르베르족과 아랍인들로 이루어진 무어인 군대가 이베리아반도의 대부분을 차지하였다. 이들은 우마이야 왕조가 몰락한 다음에도 각자 독립적인 타이파 국가를 유지하였는데, 아랍 세계에서는 무슬림 지배하의 이베리아반도를 알안달루스로 불렀다. 한편, 이베리아반도 북단에는 레온 왕국, 카스티야 왕국, 아라곤 왕국과 같은 기독교 왕국들이 자리잡았고, 이들은 무슬림 타이파를 상대로 지속적으로 전쟁을 벌여 영토를 늘려나갔다. 1492년 마지막 이슬람 타이파 국가였던 그라나다 왕국이 함락되기까지 약 750년간 느리지만 지속적으로 진행된 기독교 국가의 영토 확장을 레콘키스타라고 한다. 스페인의 역사에서 1492년은 여러 가지로 중요한 의미를 갖는데, 그라나다 왕국이 함락되어 레콘키스타가 끝난 해이면서 카스티야 왕국과 아라곤 왕국이 연합하여 스페인 왕국이 세워진 해이기도 하고 콜럼버스가 아메리카로 첫 항해를 한 해이기도 하다.
스페인 왕국은 레콘키스타가 마무리되자 로마 가톨릭으로 개종하기를 거부한 무슬림과 유대인을 추방하는 종교 재판을 시작하였다. 한편, 콜럼버스 이후 아메리카 대륙에 식민지를 만들기 시작하였다. 스페인은 여기서 나온 막대한 재화를 이용하여 16세기에서 17세기 중반까지 150년간 유럽에서 가장 강력한 국가이자 가장 넓은 해외 영토를 갖는 세계 제국이 되었다. 스페인의 아메리카 식민지는 캘리포니아에서 파타고니아에 이르렀다. 이 시기 스페인에서는 회화, 건축과 같은 문화가 발전하고, 문학과 철학이 융성하였으며, 대외적으로는 프랑스, 잉글랜드, 스웨덴 등과 전쟁을 벌이고 유럽 각국 정치에 간섭을 벌이는 등 강력한 영향력을 유지하였다.
17세기 중반부터 스페인의 경제 사정은 잦은 전쟁으로 악화되기 시작하였고, 스페인 왕위 계승 전쟁으로 스페인의 영향력은 약화되었다. 그러나, 스페인은 여전히 유럽 국가 가운데 모스크바를 제외하고 가장 넓은 영토를 갖고 있는 강력한 국가였다. 18세기에 들어 부르봉 왕가가 새로운 왕조를 열었고, 지방 행정 구역을 정비하는 등 개혁을 실행하였다. 18세기 후반, 미국 독립 전쟁에서는 신생 미국의 편에 서서 영국을 견제하였으나, 프랑스 대혁명 이후 뒤이어 일어난 나폴레옹 전쟁에서 프랑스 군대에 대패하고 만다.
19세기 스페인은 멕시코 독립 전쟁을 기점으로 식민지들이 하나 둘 독립하기 시작하였고, 스페인-미국 전쟁에서도 패하여 쿠바와 필리핀을 미국에 할양하여야 하였다. 국내에서도 공화파와 왕당파 사이의 갈등이 심화되어, 결국 19세기 말 스페인 제1공화국이 세워져 왕정이 폐지되었으나 곧바로 군부쿠데타와 왕정복고가 연달아 일어나 심각한 내부 갈등이 끊이지 않았다. 20세기에 들어 인민 전선의 승리로 수립된 스페인 제2공화국은 프란시스코 프랑코의 반란으로 시작된 스페인 내전에서 패하였고, 1939년 프랑코 정권이 수립되어 이후 프랑코가 사망한 1975년까지 36년간 군부 독재가 지속되었다.
프랑코에 의해 후계자로 지목되었던 후안 카를로스 1세는 집권하자 입헌군주제를 표방하고 보통선거를 실시하여 스페인의 민주화를 가져왔다. 독재정권이 물러난 후 스페인은 고도의 경제 성장과 사회적 안정을 이루었으며 1986년에는 유럽 연합에 가입하였다. 1992년 하계 올림픽이 바르셀로나에서 열렸다.
2008년 발생한 세계 금융 위기가 진정되지 않고 있는 가운데 2011년까지 스페인은 금융 위기를 겪고 있다.

## 선사시대의 이베리아반도

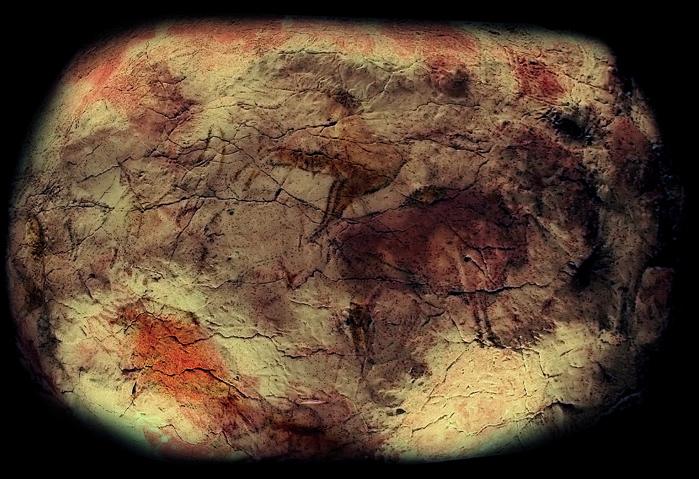
알타미라 동굴의 벽화

스페인에 있는 아타푸에르카의 동굴에서 120만년전에 살았던 것으로 추정되는 호모 안테세소르의 화석이 발견되었다. 이는 유럽에서 지금까지 발견된 것 가운데 가장 오래된 사람의 흔적이다. 약 3만 5천 년 전에는 크로마뇽인과 유사한 현생 인류가 피레네산맥을 넘어 이베리아반도에 거주하기 시작했다. 북부 지방의 알타미라 동굴은 이들이 남긴 선사시대 유적 가운데 가장 유명한 것으로, 약 기원전 15,000년 전에 만들어진 것으로 보이는 아름다운 벽화가 남아있다. 무르시아 지방의 엘 아르갈과 알메리아 주의 로스 밀라레스와 같은 곳에서 출토된 유적으로 보아 이베리아에 거주하였던 현생 인류들은 독자적인 신석기 문화와 청동기 문화를 이룩한 것으로 보인다.

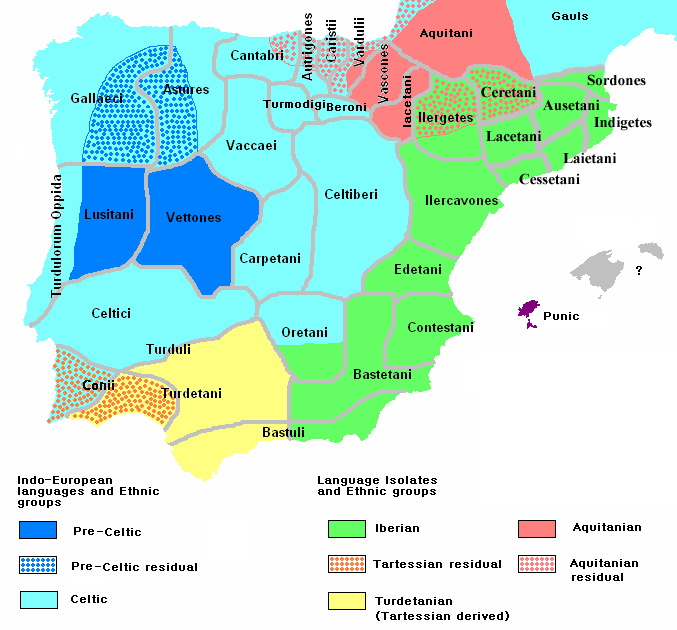
기원전 200년 경 이베리아반도의 민족 분포

이 지역에 살았던 고대의 두 부족은 이베리안과 켈트족이다 이들은 지중해 쪽과 북동쪽에서 남서쪽면에 모여 살았으며 이후에는 대서양 방면에도 거주하기 시작했다. 코임브라, 브라카 그리고 세고비아에는 켈트족의 고대 도시의 흔적이 남아 있다. 한편 이베리안들은 그들의 언어를 이베리아반도의 가장 긴 강 이름인 에브로에 남겼다. 이베리안들의 후예 중 한 갈래인 베스크족은 피레네 지방의 서부를 점령했다. 기원전 500년에서 300년 사이에는 페니키아 사람들이 들어와 살았으며 그리스인들도 지중해 연안에 그들의 교역중심지인 식민지 도시들을 건설하였다. 이러한 도시 중 현대에도 남아 있는 것들이 엠푸리아, 말라가 그리고 알리칸테가 있다. 페니키아 인들이 세운 도시로는 카르테지가 있다. 페니키아인들은 이후 로마 제국에 의해 정복당한다. 로마와 대적하여 유명한 한니발의 아버지인 하밀카르 바르카가 세운 카르테지나가 현재까지 도시로 남아 있다. 그의 이름은 또한 당시 도시 중 하나인 바르치노에 남겨졌는데 이 이름에서 바르셀로나가 유래했다.

## 로마와 게르만족의 침략

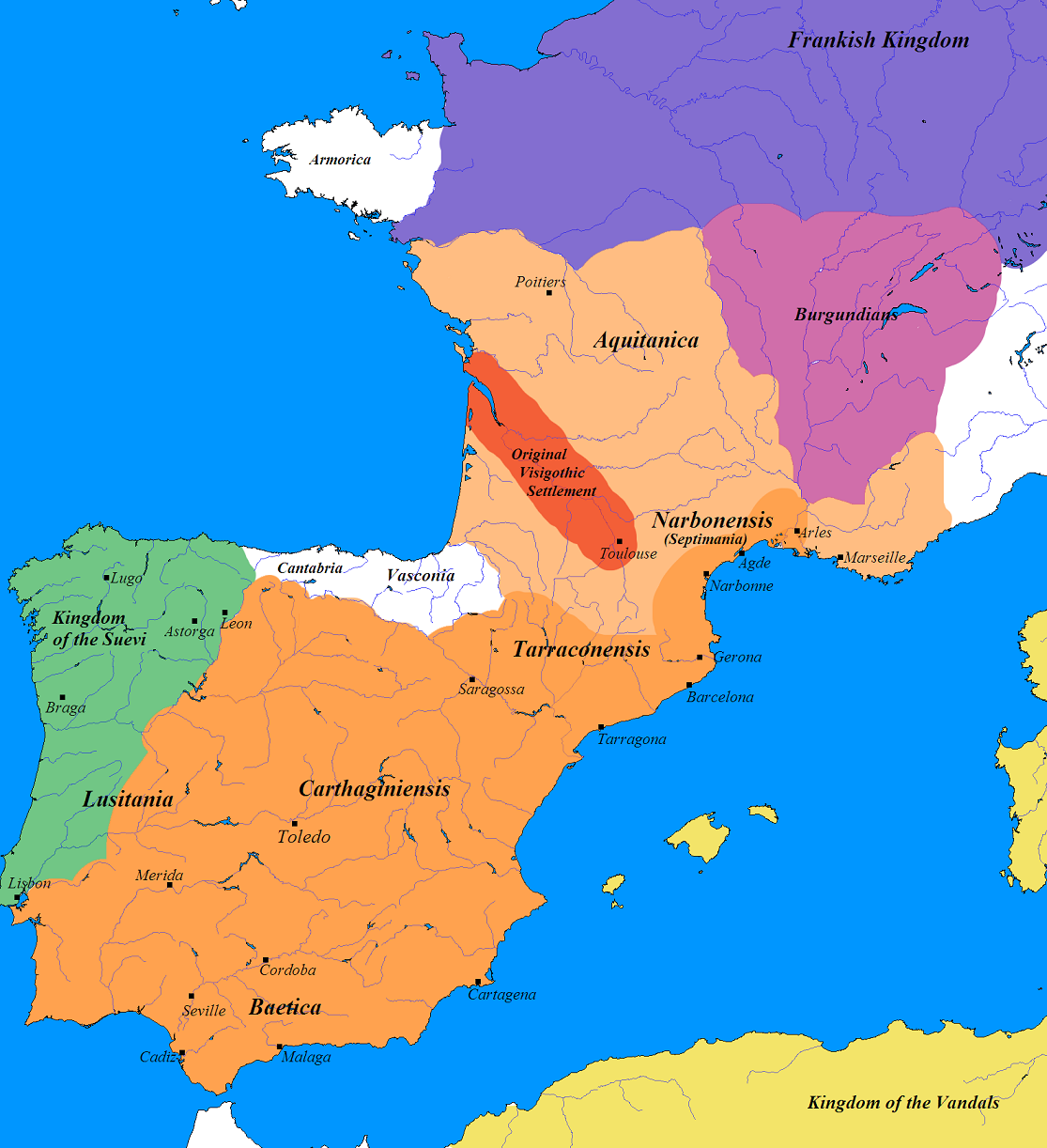
서고트 왕국 (오렌지색)

2차 포에니 전쟁 후 로마 제국이 영토를 넓혀가면서 지중해를 따라 국력을 계속 확장하였다. 대략 이 시기는 210 BC~ 205 BC인 것으로 추정되는데 이때부터 이베리아반도는 500년간 로마 제국의 지배를 받았다. 로마인들은 이 때부터 스페인을 히스파니아(Hispania)로 부르면서 자연스레 법률, 언어, 로마길 등의 제도를 정착시켜 나갔다. 로마의 영향을 받으면서 인구 분포도 달라지게 됐으며 그 지배 계급은 로마 전체에서도 귀족 계급과 비슷한 대우를 받게 된다.
로마인들은 타라고나(Tarraco)나 사라고사(Caesaraugusta), 발렌시아 (Valentia), 레온("Legio Septima") 등 훌륭한 도시를 대다수 건설했다. 곡창지대이자 지중해를 바로 보고 있어 당시 스페인은 올리브기름이나 양모, 금, 포도주를 수입하는 무역지대로 각광받았다. 관개시설도 발달되면서 농업 생산물은 로마 전역에 공급되었다.
트라이아누스, 하드리아누스, 테오도시우스 1세 등은 이곳 출신이었다. 기독교는 1세기에 도입됐으며 2세기가 되면서 거의 대부분의 도시에서 널리 수용됐다. 대부분의 스페인어와 종교, 법률 등은 대부분 이 시기에 발전하였다.
최초의 게르만족은 로마 제국이 쇠퇴기에 접어듬에 따라 5세기 쯤에 이르러서 유입하였다. 서고트족과 수에비족, 반달족 등의 다른 부족들은 피레네산맥을 넘어 이베리아반도로 들어왔다. 415년 경의 일이었다.
서고트족이 세운 왕국은 점차 세력을 뻗쳐 이베리아반도 대부분의 영토에 이르렀다. 그들은 유사한 시기에 이주한 수에비족과 비잔틴제국이 관리하던 남동부의 영토를 복속시켰다.

## 이슬람 시대
711년 이탈리크의 아랍인과 베르베르족들이 지브롤터 해협을 건너 스페인 남서부를 정복했다. 이때부터 거의 800년 동안 스페인 지역에서 이슬람 왕국이 존재하였다.
8세기경 북아프리카로부터 건너온 무어인(베르베르 무슬림)에 의해 이베리아반도 대부분이 정복당했다.(711-718). 이 정복은 무슬림의 우마야드 제국의 확장 활동의 일환이었다. 오스트루리아스, 나바라 그리고 아라곤의 세 작은 북쪽 산간 지방만이 겨우 남아서 독립을 유지하였다.
무슬림 지배 아래에서 기독교인들과 유대인들은 "성지의 사람들"이라고 불리며 자신들의 종교를 지킬 자유가 주어졌다. 하지만 여러 가지 차별대우를 받아야만 했다. 차츰 이슬람 문화의 영향이 커졌으며 귀족계급부터 딤미(Dhimmi) 신분의 일부 제한과 모욕으로부터 벗어나기 위해 이슬람으로 개종하는 사람들이 점점 많아졌다. 10세기와 11세기에 많은 이들이 개종을 하게 되면서 알안달루스(알달루시아) 주민의 다수가 이슬람을 믿게 되었다.
남부지방에 있는 안달루시아의 코르도바는 무슬림 스페인의 수도로 중세 유럽에서 가장 크고 부유하며 발달된 도시였다. 지중해 무역과 문화 간 교류가 꽃을 피웠다. 아랍과 북아프리카의 풍부한 지적 유산들이 유럽으로 전해져 왔다. 무슬림과 유대인 학자들은 서유럽의 고전 그리스 문화를 되살리고 발전시키는 데에 기여하였으며 이런 활동을 통해 스페인의 로마화된 문화가 무슬림과 유대문화와 섞여 스페인의 독창적인 문화가 형성되었다. 한편 다른 유럽지방은 중세의 암흑시기로 종교적으로나 문화적, 과학적으로 많이 뒤처져 있었다. 11세기까지 안달루시아는 세비야, 그라나다, 말라가, 코르도바 등 작은 도시국가들로 분열되었고 이들은 외교와 전쟁을 번갈아 가며 생존해 나갔다.

## 무슬림 통치의 종말과 스페인의 통일
12세기에 이르러서는 종교적 관용 정책이 약화되어 종교적 탄압이 있었으며 이로 인해 북쪽의 기독교 세력들은 13세기초부터 남진하여 세력을 확장하기 시작했다. 이를 레콩키스타(Reconquista, 재정복)라고 한다. 그 시작은 722년의 코바돈가 전투이다. 기독교 군대의 승리는 이슬람 세력에 대한 승리를 통해 기독교 왕국인 아스루티아스 왕국을 만들기에 이른다. 이슬람 군대들은 피레네 북쪽으로 옮겨가면서 세력을 확장했지만 지금의 프랑스 투르 근처에서 전투로 패하면서 두에로 강과 에브로 강과 함께 피레네 산지를 낀 남쪽 지방(현재의 스페인)으로 후퇴하게 된다. 이 전투를 투르 전투 혹은 투르-푸아티에 전투라고 부른다. 이슬람 군대는 당시 유럽을 통틀어 가장 신성한 곳으로 여겨졌던 갈리시아를 수호하는 것이 목표였으나 기록에 따르면 적어도 739명의 군대가 강제로 쫓겨났다. 후에 프랑크족 세력이 세력을 확장하면서 그들 세력이 나뉘어 성장하게 된다. 카스티야 왕국, 아라곤 왕국, 그라나다 왕국, 나바라 왕국 둥 네 개의 왕국이 이들에 해당한다.
한편 종래 800년간 스페인을 다스린 무어인의 알안달루스(Al-Andalus)는 주변의 토후국들과 경쟁하느라 결국에 기독교 세력의 팽창을 도와주는 일을 저지르고 만다. 다만 1085년 톨레도를 점령하면서 북쪽 지역의 절반 정도를 차지하고 계속해서 국토수복운동이 남쪽 방향으로 향한다. 종교적으로 이때까지는 극심한 탄압이 이뤄지지 않아서 몇 안되는 모스크나 이슬람사원만이 교회로 바뀌었다. 이미 무어인이 스페인 내 경제에서 차지하는 비중이 막대했기 때문이다. 때문에 지금까지도 무어인의 예술과 건축, 음식 등 고유의 문화는 상당히 큰 영향을 끼치고 있다. 막대한 위력을 떨치던 이슬람 세력은 기독교 세력에 1236년 코르도바 지역을 시작으로 1236년 지금의 세비야까지 내주고 만다. 잠시 동안 여러 상황을 겪은 스페인은 유럽 전체를 집어 삼킨 흑사병으로 1348년 무렵에는 극도의 어려움을 겪게 된다.
이슬람 세력을 지원하던 마린 왕조는 13~14세기에 다발적으로 무슬림의 규약을 부활시키기 위해 재침공하지만 실패하고 만다. 마린 왕조는 13세기 중엽부터 15세기까지 스페인 남부와 지금의 모로코를 통치하였다.

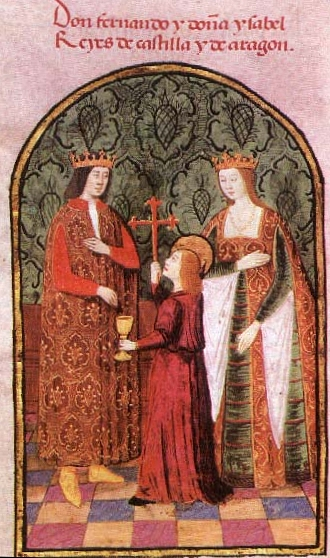
이사벨과 페르난도 아라곤의 페르디난드 2세과 카스티야와 이사벨라 1세

1469년 아라곤의 왕위후계자 아라곤의 페르난도 2세와 카스티야의 왕위 계승 후계자 이사벨의 결혼에 의해 공동국왕이 지배하는 왕국이 성립됐다. 두 사람의 공동왕국 출범 이후 1478년에는 카나리아 제도를 복속하고 1492년 기독교 세력이 무슬림의 마지막 보루이던 그라나다를 정복함으로써 스페인은 내 781년의 무슬림 지배는 종식되고 통일되기에 이른다.
1492년은 스페인에 있어 여러 의미를 지닌다. 통일을 이룬 해일 뿐 아니라 크리스토퍼 콜럼버스가 아메리카를 발견하게 된다. 한편으로는 스페인 내 유대인 박해가 시작된다. 철저한 로마 가톨릭 국가가 되기 위해 종교재판을 통해 이단을 색출하여 화형에 처하고 개종을 거부하는 이슬람교도들과 유대교신자들을 추방하였다. 이를 알람브라 칙령(Alhambra Decree)이라고 부른다.
이사벨과 페르난도는 르네상스 시대의 신흥 군주로서 지위를 확립하면서 지역 귀족과 합세하여 왕족의 권위를 세운다. 이런 과정에서 España라는 단어가 출현하게 된다. 에스파냐라는 단어는 고대에 스페인을 지칭하던 히스파니아(라틴어: Hispania)에서 유래했으며 아라곤 왕국과 카스티야 왕국 모두를 통칭하기 위해 쓰이기 시작한다. 스페인 전체에 통합과 더불어 안정기가 찾아오면서 종교, 정치, 군사 등 전반에 발전을 거두게 되며 새로운 강대국으로 떠오르게 된다. 훗날 수많은 식민지를 복속한 국력 신장의 계기는 이때 다져진 것이다.

## 왕조 연합

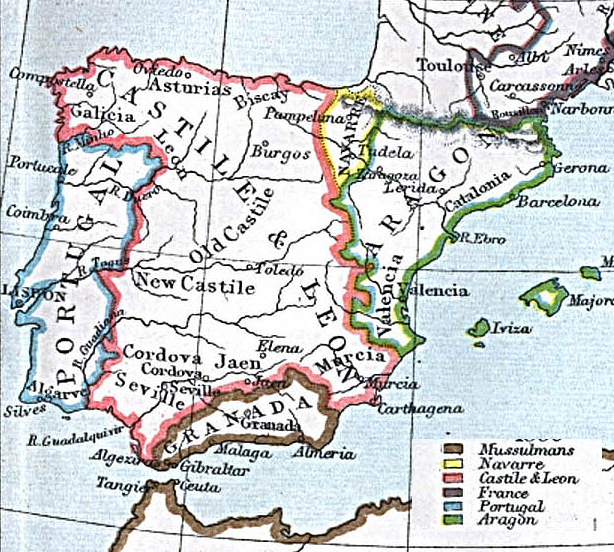
1360년 경의 이베리아반도 정치 양상

레콘키스타가 계속되면서 기독교 계통의 왕국과 소세력이 산발적으로 일어나기 시작한다. 15세기 경에 그 중 가장 강한 세력은 카스티야 왕국으로 중북부 지방을 차지했으며 북동쪽을 차지한 세력은 아라곤 왕국이었다. 두 왕국은 현재의 포르투갈, 프랑스 및 다른 지역에 존재했던 다른 왕국들과 연합을 이루고 있었다. 1474년 엔리케 4세가 죽자 왕좌를 놓고 세력 다툼이 일어나 포르투갈과 프랑스 세력이 지지하는 후아나 라 벨트라네하와 카스티야 귀족과 아라곤 왕국이 지지하는 이사벨 1세가 다툼을 벌이게 된다. 카스티야 계승전쟁을 거치면서 이사벨 여왕이 왕좌에 오르고 페르난도 2세와 함께 부부가 왕권을 쥐게 된다. 이사벨 여왕은 부군보다 훨씬 더 강한 왕권을 행사했다.
카스티야 왕국의 이사벨 여왕과 아라곤 왕국의 페르난도는 "가톨릭 군주"로 일컬어지기도 하며 이는 교황 알렉산데르 6세가 하사한 별칭이기도 하다. 1469년 바야돌리드에서 결혼해 스페인 왕국의 성립을 위한 작업에 착수하면서 근대 스페인 역사의 기틀을 닦게 된다. 두 사람이 맺은 동맹관계는 실질적으로 각 지역의 정치, 사법구조는 그대로 두는 양상을 띠었기 때문에 현재까지도 지방자치와 정치 각각에 있어 스페인 사회가 별도로 독립된 계기를 주었다. 레콘키스타의 마지막 단계로 무어인의 영역과 그라나다를 정복했고 카나리아 제도를 영토로 삼았다. 알람브라 협약 하에 스페인은 유대인과 무슬림을 추방했으나 무슬림의 영향력은 문화 전반에 남는다. 크리스토포로 콜롬보(콜럼버스)의 신대륙(아메리카) 발견으로 스페인 사회에는 엄청난 부가 흡수되기 시작했으며 유럽 대륙에서 2세기 넘게 강대국으로서 우위를 점하게 된다.

### 스페인어와 대학
13세기 스페인 지역에서 여러 언어가 사용되고 있었으며 카스티야어, 아라곤어, 카탈루냐어, 바스크어, 갈리시아어, 아스투리아스어, 레온어 등 많은 언어가 사용됐다. 그러나 시간을 거치면서 카스티야어가 카스티야 왕국의 문화와 대화에 전반적인 영역을 차지하며 주류 언어로 성장한다. 페르난도 3세가 왕좌에 머무르며 그의 말기에 이르자 카스티야어가 공식 문서에 사용되기 시작했고 알폰소 10세 대에 와서는 공식 언어로 지정되기에 이른다. 이에 따라 모든 번역물도 라틴어가 아닌 카스티야어로 작성돼 대중에 공표되기 시작했다.
게다가 13세기 수많은 대학들이 레온과 카스티야에서 설립되기 시작하면서 살라망카 대학이 유럽의 최초 대학 중 하나로 설립됐다. 1492년 가톨릭 군주의 지원 하에 카스티야어의 문법 초판이 출판됐다.

스페인 제국은 전 지구에 걸쳐 세력을 넓힌 최초의 근대적 제국이었다. 16세기 스페인과 포르투갈은 유럽 국가들의 대항해시대로서의 추구와 식민지 지배 확대를 통해 무역로를 대양을 통해 확보하고 대서양을 사이로 아메리카 대륙과 교역을 이루는 한편 태평양을 통해서는 동아시아와 멕시코, 필리핀에 이르기까지 폭넓은 교역로를 넓혀간다. 정복자(콘키스타도르)들은 남미에 널리 세력을 떨치고 있던 아즈텍, 잉카, 마야 문명을 무너뜨리며 북아메리카와 남아메리카 전체에 걸친 세력을 확보하기에 이른다. 이는 지역 세력과의 유착으로 가능했다. 당시 스페인 제국은 항해시대의 강자로서 해양시대의 군주로 우뚝 서올라 뛰어난 화력으로 우위를 점했으며 16~17세기 스페인의 황금기를 누린다. 이를 두고 프랑스의 역사학자 피에르 빌라르는 "인간의 역사상 가장 비범한 대서사시로서 활동한" 모습을 보여주었다고 표현한다.
아메리카에 세운 여러 교역의 시도는 실상 원주민에게 많은 재력이 있었던 것은 아니었으므로 식민지 개척자들 입장에서는 좋은 것만이 아니었다. 홍역이나 천연두 같은 병은 유럽인들을 통해 펴져 내륙에 거주하던 원주민의 삶을 피폐하고 멸절하게 만들기도 했으며 아즈텍과 마야, 잉카 문명에서 대도시를 이루던 곳도 황폐하게 했다. 이는 경제적 상황을 더욱 악화의 길로 접어들게 했다. 그 범위에 대해서는 정확성을 논하기 어려운 측면이 있으나 사실 여부에 대해서는 부정하는 논지가 없다.

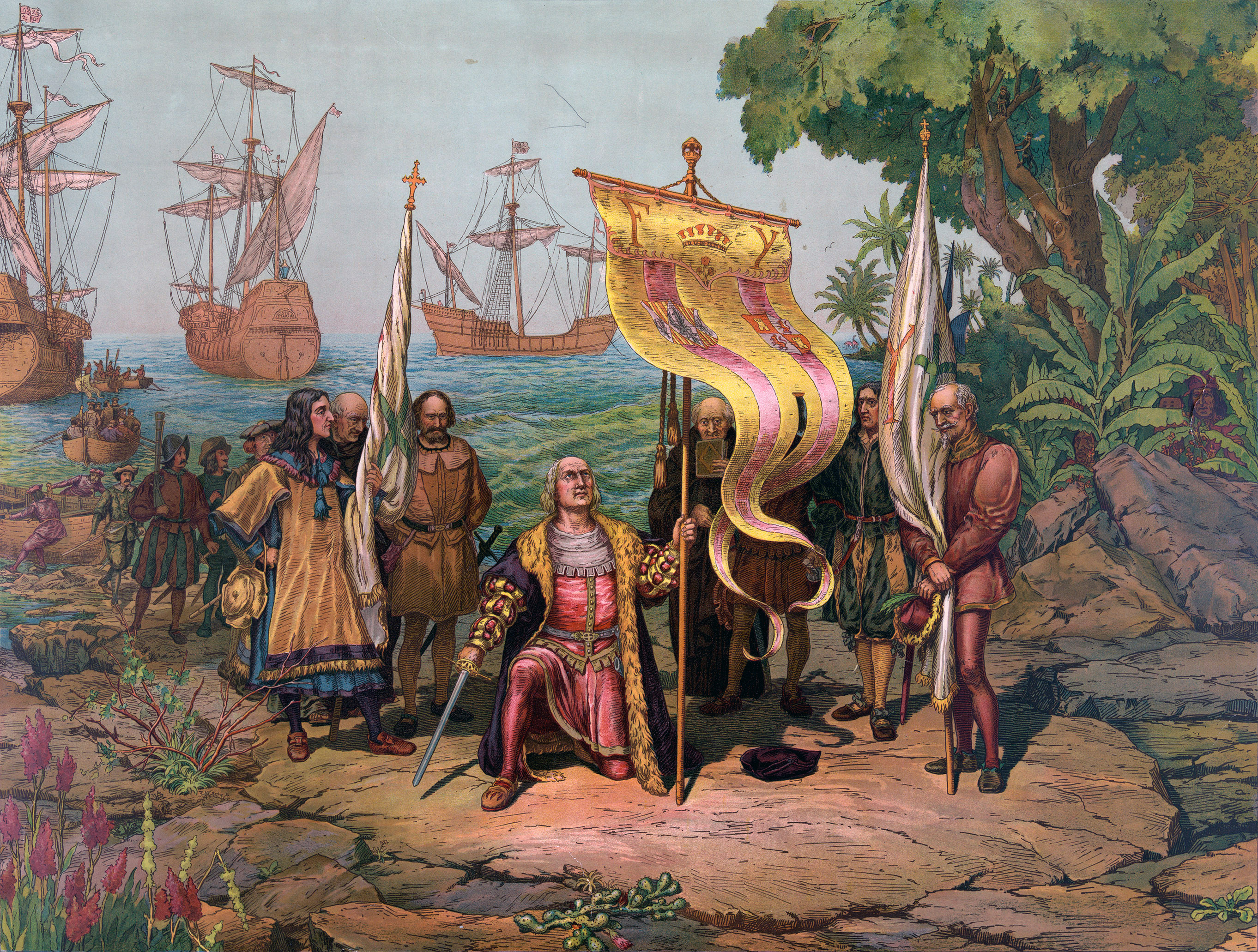
신세계에 발을 디딘 콜럼버스

1520년대 멕시코의 과나후아토 지역에 풍부하게 매장돼있던 은매장 량을 채굴하기 위한 몸부림이 시작되면서 이러한 시도는 더욱 확대돼 멕시코의 사카테카스와 볼리비아의 포토시 지역에 1546년부터 채굴을 시작한다. 이러한 은의 채굴을 바탕으로 스페인 경제가 다시 살아나기 시작했으며 사치품에서부터 곡물에 이르는 교역이 다시 탄력을 받기 시작한다. 경제 분야에 있어서는 합스부르크 스페인 왕가의 발전과 동시에 국력 향상에 많은 초점이 맞춰졌다. 북아메리카와 유럽 국가간의 전쟁이 빈번해지면서 왕실에서는 은을 통해 재력을 보충하는 일이 절실했으므로 경작농 계층의 사람들에게는 고역과도 같은 일이었다. 17세기 중 몇 년 외에는 거의 이런 상황이 지속됐다. 스페인 자국 내(특히 카스티야 지방)에서 관세를 많이 벌어들였는데 경작농들은 세에 시달리는 한편 부유층들은 향락적인 생활을 즐겼다.
포르투갈 제국과 통합을 시작한 1580년(1640년 분리)부터 19세기 아메리카 대륙의 식민지를 잃을 때까지 스페인은 세계에서 가장 큰 제국으로서의 위용을 떨쳤으며 군사력으로서의 재평가와 여러 위협 속에서도 건재했다. 새로운 상황에 마주하면서 스페인 내에서는 군주와 자연론, 상호관계법 등에 대한 논의와 연구가 벌어졌으며 상당히 놀라웠던 것은 제국주의의 적법성에 대해서도 살라망카 대학 등에서 논해지게 됐다. 그러나 이러한 모든 일들은 중세의 생각에서 뿌리를 둔다.
종교는 스페인 제국의 확장에 결정적인 역할을 했으며 이는 가톨릭이 원주민들에게도 뿌리 내릴 수 있다는 스페인인의 신념에서 기인한 것이었다.

## 스페인의 전성기

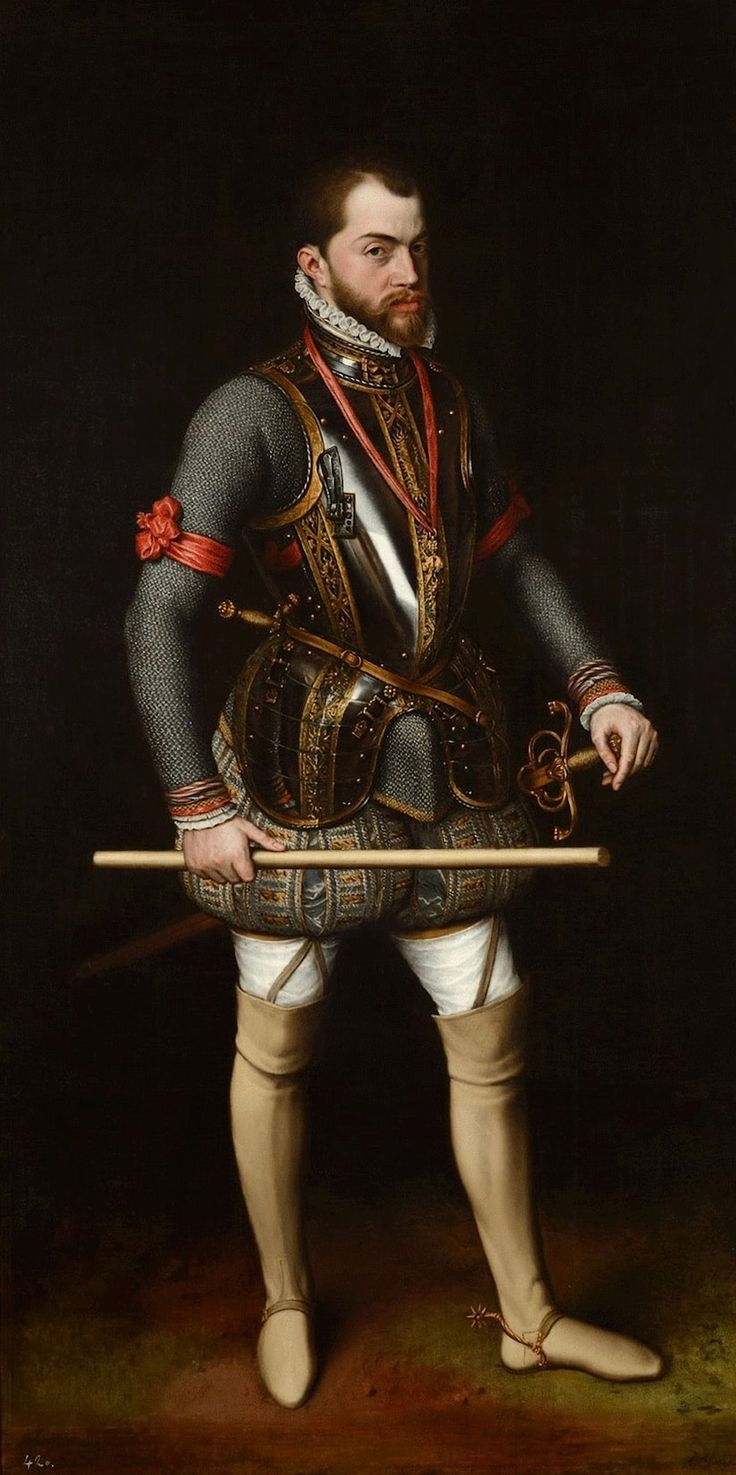
펠리페 2세. "태양이 지지 않은 제국"의 전성기를 누비었다.

네 왕국의 통합은 스페인 제국의 기초를 다지게 된다. 16세기와 17세기 대부분에 걸쳐 세계 최강대국의 지위를 누렸으며 식민지 무역으로 쌓은 부를 누렸다. 그 중에서도 스페인 합스부르크 왕가 대에 이르러 최고의 영화를 쌓게 된다. 다만 네덜란드 독립전쟁과 이탈리아 전쟁, 오스만-합스부르크 전쟁, 영국과 스페인 간 전쟁(1585)으로 여러 고비를 겪었다. 칼뱅주의의 영향을 받은 개신교 국가인 네덜란드는 반란을 일으켜 독립을 하기에 이르렀다.

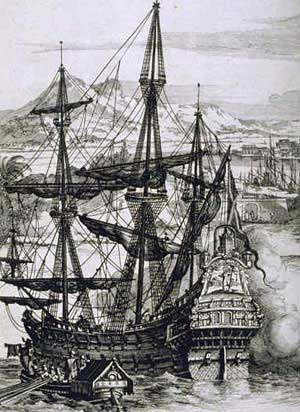
스페인 제국의 부를 상징했던 스페인 대범선

막대한 부를 바탕으로 스페인은 남아메리카와 중앙아메리카, 멕시코, 현 미국의 남서부 지방에서부터 필리핀, 마리아나 제도까지 차지하게 된다. 1580년부터는 지금의 포르투갈 영토와 이탈리아 남부, 시칠리아는 물론 독일, 벨기에, 네덜란드, 룩셈부르크의 전체 혹은 일부 영토를 정복하고 스페인의 영향력이 북부 아프리카까지 미치게 된다. 스페인 제국은 이때부터 "태양이 지지 않는 제국"이라는 별칭을 얻게 돼 '스페인이 움직이면 전 세계가 두려워한다'라는 말이 있을 정도였다. 바다와 육지를 넘어 바닷길이 열리면서 유럽의 제국주의가 첫 발을 디디게 된 것이다. 금, 은이나 향신료, 진귀한 농산물을 약탈하면서 스페인 항해자들은 유럽인들에게 신세계를 소개하는 역할을 수행하였다. 당대는 분명 스페인의 개화기로서 지금은 스페인의 황금기로 칭송되고 있다.

레판토 해전(1571년)

그러나 식민지 사람들에게 로마 가톨릭을 지나치게 강요하였으며 더구나 무적 함대가 1580년대 말 영국에 패배하였다. 당시 국왕인 펠리페 2세는 당시 영국 여왕인 엘리자베스 1세와 결혼할 것을 요청하였으나 거절당했다.
한편 스페인은 황금기를 누리면서도 수많은 전쟁에 시달린다. 오스만 제국의 급성장과 더불어 해적이 남발하면서 지중해 연안 지방에는 노예 매매와 침략 행위가 끊이지 않게 된다. 이슬람 세력의 약탈도 빈번하게 일어났으며 또한 프랑스와 이탈리아 간 전쟁도 자주 일어났다. 후에는 로마 가톨릭 내 교회 개혁 문제로 스페인 전체가 분열에 휩싸여 스페인은 한동안 종교 문제에 지속적으로 군사 대응을 하기에 이른다.

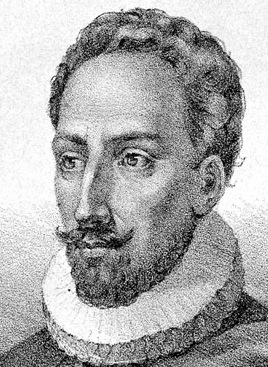
스페인 전성기의 무렵에 나타난〈돈키호테〉의 작가 미겔 데 세르반테스

하지만 수십 년 간의 전쟁과 기근 속에 17세기에 접어들면서 여러 문제에 봉착하기 시작했다. 더군다나 스페인의 합스부르크가는 유럽 전역에 퍼져 있던 정치, 종교 문제에 개입하며 사태를 악화시켜 국력 약화를 자초했다. 스페인은 가톨릭 국가로서 땅에 떨어진 합스부르크 가의 위신을 세우려 노력했다. 신성로마제국의 군사와도 함께 연합하여 프로테스탄트 세력이 일으킨 변혁을 뒤엎으려 시도하지만 그러는 와중에 포르투갈이 독립을 쟁취하는 한편 네덜란드도 1648년 독립하기에 이르렀다. 결국에는 유럽 전역에 30년 전쟁이 불어닥치자 신교를 비밀 지원하던 프랑스에 패배하였다.
당시 스페인의 영향력은 유럽 전역에 미치고 있었으므로 유럽 전반의 경제 또한 상당한 침체기를 겪었다.
17세기 후반에 이르러 스페인은 쇠락의 길로 접어들었다. 하지만 광대한 해외 영토를 유지하면서 더욱 그 영향력을 넓혀 식민지 통치를 19세기까지 계속하게 된다.
또 한 번의 쇠퇴는 스페인 왕위계승전쟁 때 일어났다. 18세기 초부터 일어난 왕위계승전쟁은 귀족 세력 뿐 아니라 시민 전쟁으로 번지기도 한다. 왕위계승전쟁 동안 유럽 내 스페인의 영향력은 물론 대륙 내 강대국으로서의 지위도 사실상 잃게 됐다. 영국과 오스트리아에 방대한 영토를 내주면서 해상강국의 지위를 더 이상 누릴 수 없게 된 것이다.
계승전쟁 동안 프랑스에서는 부르봉 왕가가 생겨났고 부르봉 왕가의 왕위계승권을 갖고 있던 스페인의 펠리페 5세는 두 나라의 전쟁으로 번질지도 모를 후일을 우려해 계승권을 포기했다. 스페인의 자주 독립은 펠리페 5세가 카스티야와 아라곤 지역을 합병해 하나의 국가로 통일하면서 성취됐으며 그는 바로 귀족들의 터무니 없는 특권을 폐지하였다.
통일 이후 18세기에 이르러 스페인은 막대한 영토와 부를 토대로 다시 회복기를 맞는다. 더불어 유럽 내 스페인의 지위도 조금씩 향상되기 시작하였다. 스페인의 재도약의 시작과 함께 프랑스의 부르봉 왕가는 행정 체계 정비에 박차를 가해 견제하는 한편 상당수의 유럽 군주들 또한 스페인의 발전에 귀기울이게 됐다.

## 스페인의 쇠퇴와 스페인-미국 전쟁

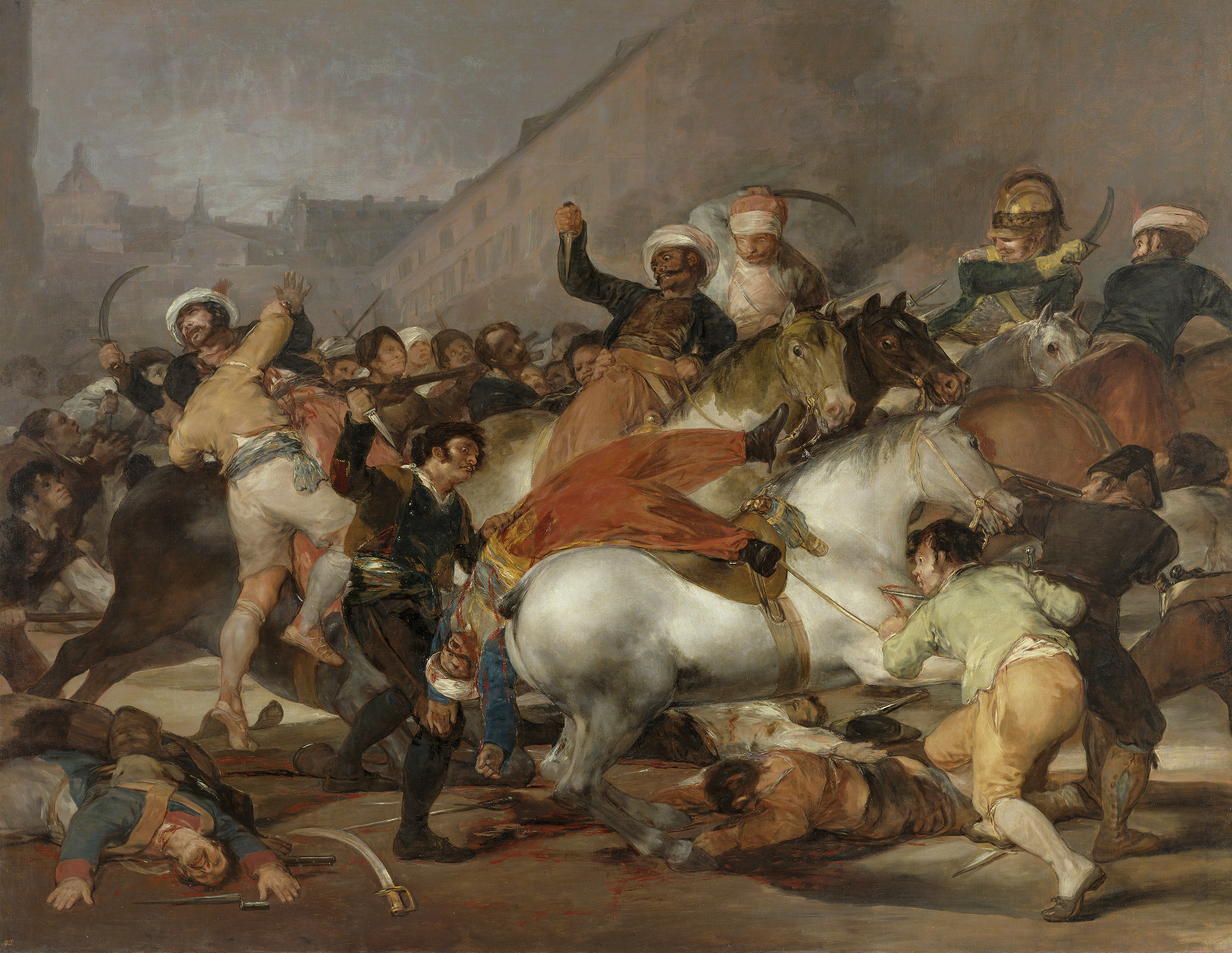
"The Second of May 1808: The Charge of the Mamelukes" 프란시스코 고야(1814년 작)

1793년 프랑스는 스페인에 선전포고하였다. 이로써 스페인은 프랑스 제1공화국과 전쟁을 겪게 됐다.(1793년) 프랑스의 공격으로 스페인은 지식인 사이에서 분열이 일어나기 시작한다. 전쟁에서 패하면서 1795년에 프랑스와 강화조약을 체결하게 되며 결과적으로는 종속국이 된다. 스페인 왕실 자체가 멸족된 것은 아니었으므로 이듬해 스페인은 영국과 포르투갈에 전쟁을 선포하게 된다. 그러나 잇따른 전쟁으로 되려 경제 상황이 악화되고 국력만 허비하게 된다. 이에 따라 국왕은 권력을 나폴레옹의 형인 조세프 보나파르트에게 이양하는 한편 조세프가 새로운 외국계 군주로 등극한다. 그는 스페인 군중에게 경멸의 대상이었으므로 1808년 5월 2일 민족주의자 군중들은 프랑스 군대를 상대로 일종의 독립운동을 하게 된다. 독립 운동의 전개와 함께 이러한 움직임은 반도 전쟁으로 촉발됐으며 스페인에서는 이를 "독립 전쟁"으로 별칭하기도 한다.
나폴레옹은 이 문제에 간섭하기 시작하면서 본격적으로 전쟁에 나서 훈련도 제대로 받지 못한 스페인 군대를 격파하는 한편 참전한 영국군을 몰아낸다. 그러나 이후 스페인 군의 게릴라전과 영국-포르투갈 연합군 전략이 성공하고 나폴레옹의 러시아 침공이 겹치면서 프랑스 세력은 1814년 완전히 스페인에서 영향력을 잃게 된다. 이에 따라 나폴리의 왕으로 지내던 찰스 3세(나폴리의 페르디난드 7세)가 다시 복권한다.
프랑스의 스페인 침공은 1세기가 넘도록 스페인 국내 정치 불안을 야기했다. 또한 이 기간 동안 스페인은 쿠바와 푸에르토리코를 뺀 모든 라틴아메리카 식민지를 잃게 되면서 이전의 부와 국력을 상당 부분 상실하였다.
스페인이 19세기 내내 식민지 지배권을 잃고 경제 위기를 겪는 동안 필리핀과 쿠바에서는 민족주의 운동이 활발해진다. 식민지 내 독립 전쟁은 결국 미국 지역에서도 일어나 미국의 예견치 못한 공격으로 스페인은 패배하고 만다. 패배하게 되면서 마지막으로 가지고 있던 식민지인 필리핀까지 빼앗기면서 제국으로서의 스페인은 이제 사라지게 된다. 당대의 주역이었던 98세대(1898년 세대)는 전쟁을 재난("El Desastre")으로 뼈저리게 느꼈다. 때문에 국가 안팎에 문제를 야기하게 됐고 이로써 알폰소 12세가 쌓아놓은 치적을 영원히 잃어버리게 되었다.

## 혼란한 20세기
20세기 초반에 이르러 스페인은 잠시 평화를 누린다. 서사하라와 모로코, 적도기니를 식민지로 차지했고 유럽 열강의 아프리카 대륙 침탈에 동참하기도 한다. 그러나 모로코의 리프족과 전쟁(1920)을 겪으면서 시민들의 군주제에 대한 의구심만 커졌다. 한편 스페인 군인으로서 모로코의 반란을 진압하는 데 앞장선 미겔 프리모 데 리베라는 쿠데타를 일으켜 독재자로 군림하나 1931년에 스페인 제2공화국이 들어서며 그의 시대는 막을 내린다. 이 때부터 공화국 정권은 바스크, 카탈루냐, 갈리시아에 자치권을 부여하며 여성의 투표권을 허용한다.

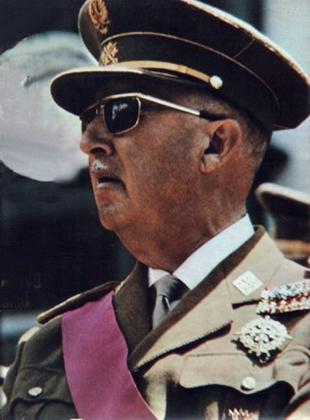
1969년의 프란시스코 프랑코.

1936년부터는 스페인 내전으로 사회 전체가 혼란에 휩싸인다. 20세기 스페인은 좌파와 우파 간의 대립이 고조되고 있었고 당시 스페인 사회는 청빈을 중요하게 생각한다는 로마 가톨릭 교회가 전 국토의 대부분을 차지할 정도로 부가 편중돼있었다. 이를 바로잡기 위해서 사회주의 정권인 인민전선이 등장하였고 두려움을 느낀 보수주의 세력을 등에 업은 프란시스코 프랑코는 모로코에서 군사반란을 일으켰다. 이로 인해 인민전선과 공화파 간의 스페인 내전이 촉발됐다. 소비에트 연방과 멕시코 등은 스페인 내전에 자국의 이익을 위해 비밀리 지원을 하나 서방 세계는 무대응으로 일관했다. 영국이 주도하던 내정 무간섭주의(Non-Intervention)에 따른 것이었다. 헤밍웨이와 조지 오웰 등을 비롯한 많은 지식인들이 인민전선을 지원하여 참전했으나 결국 내전에서의 승리로 프란시스코 프랑코가 정권을 잡았다. 민간인 학살 범죄 중 하나로 알려진 게르니카 학살이 나치 독일 공군에 의해 벌어진 것도 이 때였다(1937년). 스페인은 2차 세계 대전에 직접 참가하지는 않지만 프랑코 정권은 은밀히 추축국에 협조하기도 했다.
프랑코 독재정권은 유럽 마지막 나치 정권으로 불리는데, 집권 후 좌파 학살, 비밀경찰을 통한 감시 등 독재정치로 국민들을 억압했다. 독재 아래 합법적으로 인정 받은 당은 팔랑헤당(Falange española tradicionalista y de las JONS) 뿐이었으며 1937년 창립 후 반공산주의와 로마 가톨릭, 민족주의에 큰 영향을 미친다. 그러나 프랑코가 민주주의를 탄압하려는 움직임을 지속적으로 내비치자 1949년에는 민족해방당(Movimiento Nacional)으로 개칭하였다.
제2차 세계 대전이 종결되자 스페인은 유엔에 가입하지 못하는 등 정치 경제로 고립 상태를 겪기도 했다. 1955년이 돼서야 미국이 공산주의 세력의 남하를 우려해 이베리아반도와 지중해에 군사 주둔을 꾀함에 따라 UN에 가입하게 된다. 1960년대에 이르러서는 스페인의 기적을 이루며 급진적인 경제 발전이 이뤄졌으며 특히 관광 분야의 활성화와 더불어 산업 국가로서 국가 정체성이 정립되는 한편 학력 수준 향상으로 인력 개발이 진척되기도 했다.

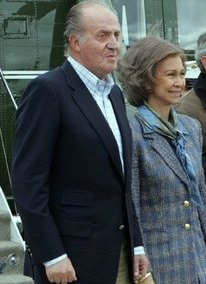
2004년 경의 후안 카를로스 1세와 소피아 왕비

1975년 프랑코가 사망한 후에 스페인 왕정이 복고됐다. 전 국왕인 후안 카를로스 1세의 결단으로 스페인에서는 보통 선거가 실시, 국민들이 자신들의 손으로 지도자를 선출하는 민주화가 진행되었다. 1978년 스페인 헌법이 선포되면서 각 지방을 이루는 지방 정부가 출범한다. 그러나 일부 지방에서는 독립을 바라는 목소리가 커지면서 급진적인 양상으로 번지기도 한다. 대표 사례가 바스크의 경우이다.
1981년 2월 23일 반동분자의 군부 쿠데타가 날 조짐이 나타나기도 하나 대다수의 군부 세력은 왕실에 충성을 다짐한다. 사실 쿠데타 조짐을 억누르기 위해 카를로스 1세는 국영방송을 통해 탈권을 행사하기도 했다. 1982년 스페인 사회당은 43년 만에 다시 생겨나면서 스페인 정치에 새로운 역사를 쓰는 한편 스페인은 1986년 유럽 연합의 전신인 유럽 공동체에 가입한다. 14년 동안 스페인 정권에 지대한 영향을 끼치던 사회당은 1996년 결국 보수 우파에 정권을 내주고 만다.
스페인 정부는 오랜 기간에 걸쳐 에타(자유 민족 바스크/ETA, "Basque Homeland and Freedom")에 반대하는 캠페인을 벌여왔다. 1959년 결성됐으며 그들은 스스로를 게릴라 집단으로 규정하고 있지만 유럽 연합과 미국은 ETA를 테러 집단으로 규정하고 있다. 지금껏 테러 집단의 공격으로 40년간 800명이 넘은 사람들이 죽었으며 바스크 자치정부는 자유민족바스크의 도를 넘은 폭력에 대해 특별한 발언을 하지 않고 있다.

## 21세기
2002년 1월 1일 스페인 페세타가 유로화로 대체되면서 15개국과 함께 유로존으로 편입, 새로운 변혁기를 맞게 된다. 유로존으로의 편입은 스페인에 새로운 경제성장을 가능케 했다. 도입 후 스페인의 경제 성장률은 EU 평균을 웃돌았지만 지나치게 늘어난 국부 팽창이 미칠 악영향과 최근 대외 적자가 늘고 있어 우려의 목소리가 높아지고 있다.
2004년 3월 11일 2004년 마드리드 동시다발테러사건이 일어나 아침 시간에 출근하던 사람들이 희생됐으며 알카에다가 저지른 것으로 추정하기도 했다. 그러나 5개월 후 조사 결과는 이슬람 세력이 알카에다의 움직임을 모방하여 스페인 총선에 영향을 끼치기 위해 테러를 저질렀음을 밝혔다.

## 같이 보기
- 스페인의 인구
- 스페인의 경제사
- 스페인의 대외 관계
- 스페인 국왕
- 스페인의 정치